# Vårsta
Vårsta er en svensk by i Stockholms län. Byen har et befolkningstal på 2.353 (2005). Byen er forstad til Alby kommun, beliggende i Ore Lake i Grödinge.
Byen voksede langsomt i 1950'erne og 1960'erne. I dag er der både parcelhuse, rækkehuse og lejligheder i byen. I Vårsta centrum er der et supermarked, pizzaria og en frisør. I byen ligger også Vårsta Kirke, som er en moderne malet rød trækirke.